# Hôtel de ville de Roubaix
L'hôtel de ville de Roubaix est situé sur la Grand-Place de Roubaix, en face de l'église paroissiale Saint-Martin.  Construit de 1907 à 1911 par l'architecte Victor Laloux, il a été inscrit à l'inventaire des monuments historiques en 1998.
Ce site est desservi par la station de métro Roubaix - Grand-Place.

## Histoire
L’Hôtel de ville de Roubaix est le quatrième que la ville ait connu au cours de son histoire. Edifié au même emplacement que l'hôtel de ville actuel, le précédent, construit par l'architecte Achille-Joseph Dewarlez, datait de 1845, quand la ville, déjà en forte croissance, atteignait près de 25 000 habitants. Au début du XXe siècle, elle en compte 120 000. C'est alors que le conseil municipal, sous l’administration du maire Eugène Motte, décide de le remplacer par un nouveau bâtiment, à la mesure d'une grande cité industrielle.
Le projet est confié à l’architecte roubaisien Ernest Thibeau qui élabore les plans du nouvel hôtel de ville adoptés en mai 1903. Mais, empêché pour des raisons de santé, il ne réalise que l’aile gauche, inaugurée en 1907, qui a été édifiée avant la mairie pour répondre aux besoins de la Chambre de Commerce. L’architecte Victor Laloux, auteur de la gare d’Orsay, reprend alors le travail d’Ernest Thibeau. La construction du pavillon central commence l'année suivante et le nouvel hôtel de ville est inauguré le 30 avril 1911, en même temps que l’exposition internationale du Nord de la France, par le ministre du commerce Alfred Massé et le maire de Roubaix, Eugène Motte.
En octobre 1914, le 165e Régiment d’Infanterie Bavaroise prend la ville et l’hôtel de ville devient le siège de la Kommandantur.
L'hôtel de ville a été inscrit à l'inventaire des monuments historiques en 1998. Sa façade et sa toiture ont été entièrement restaurées de 2011 à 2013.

## Description extérieure
Alors capitale mondiale de la laine, Roubaix se dote d'un hôtel de ville monumental surmonté d'un campanile. Il se compose d'un vaste édifice central flanqué de deux bâtiments annexes, la Chambre de Commerce réalisée par Ernest Thibeau, à gauche, les Services Municipaux, à droite.

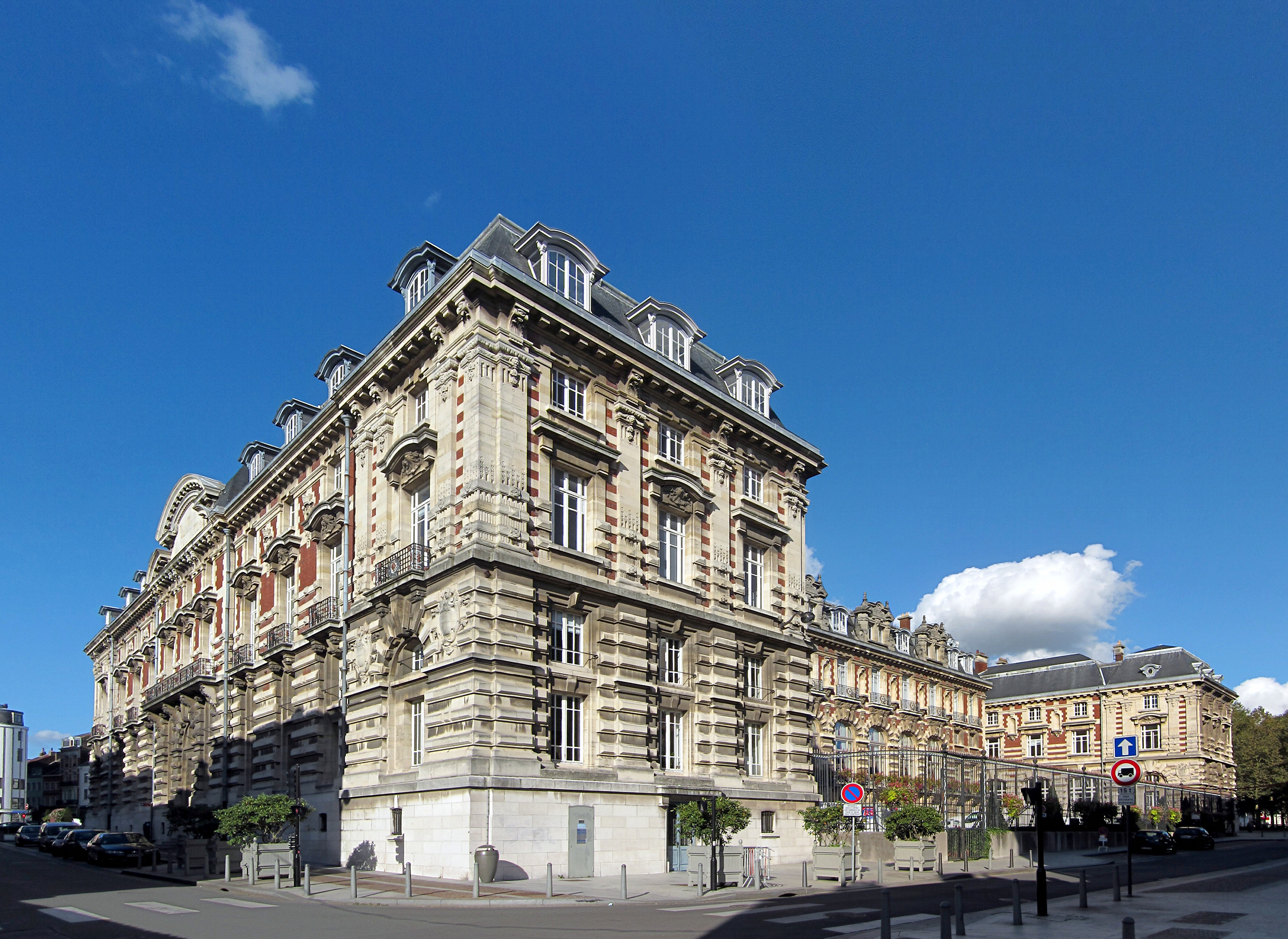
Vue arrière de l'hôtel de ville.

L'ensemble occupe une surface de plus de 6 000 m². Sa façade, de plus de 100 mètres de long, porte des frises à la gloire du travail, du commerce et des industries textiles.
La façade du pavillon central est décorée, de part et d'autre de l'horloge, de six scènes sculptées dont les personnages mesurent environ 2,40 mètres de haut. Elles représentent, de gauche à droite : 
- La récolte du coton et la tonte de la laine ;
- Le lavage, le peignage et le cardage ;
- La filature ;
- Le tissage ;
- La teinture et les apprêts ;
- Le conditionnement.

Au centre du pavillon, deux statues allégoriques de 4,80 m de haut, représentant l'Abondance à droite et la Paix à gauche, encadrent le blason de Roubaix. La partie droite du blason porte deux bobines, un peigne et une navette. Au-dessus du blason, les tours évoquent les châteaux de l'industrie et sous le blason, une tête de bélier évoque le travail de la laine. Les volutes du fronton sont ornées des représentations de la Modération et de la Vigilance.
Le pavillon de gauche, celui de l'ancienne Chambre de Commerce, est surmonté d'un fronton où sont représentés Mercure, Dieu du commerce, entouré de l'industrie, sous les traits d'une femme appuyée sur une pile de dossiers, et du commerce, sous les traits d'une femme serrant une corne d'abondance.
Le fronton du pavillon de droite, celui des services municipaux, porte quant à lui un vieillard assis à côté d'un bélier et une femme assise à côté d'une jarre, qui encadrent une ruche. Une devise latine surplombe ces sculptures : Pax Labor (la Paix et le Travail).
Les sculptures ont été réalisées par André Laoust (les armoiries de la ville), Hippolyte Lefèbvre (les deux statues représentant la Paix et l’Abondance), Edgar Boutry (les personnages assis, représentant la Vigilance et la Modération), Alphonse-Amédée Cordonnier (la cueillette du coton et la tonte du mouton, le lavage, le peignage et la filature) et Léon Fagel (les trois autres hauts-reliefs, représentant le tissage, la teinture et le conditionnement).

## Description intérieure
L'entrée principale donne accès au hall d'honneur qui comprend un escalier monumental à double révolution surmonté d'une verrière sommitale en coupole. Plusieurs salles richement décorées sont inscrites à l'inventaire des monuments historiques : 
- au rez-de-chaussée, la salle Pierre de Roubaix, décorée d'une fresque murale sur toile marouflée à la détrempe, La Charte des Drapiers, réalisée par Jean-Joseph Weerts en 1914. Elle fait référence à un épisode majeur de l'histoire de Roubaix, la proclamation en 1469 par Pierre de Roubaix, premier chambellan de Charles le Téméraire, de la charte des drapiers octroyant des franchises aux drapiers de la ville « afin de faire draper des draps de toutes laines ». La scène est légèrement anachronique, puisque c'est la ville du XVIe siècle qui est représentée. Le peintre figure sur la toile, au premier plan à droite, à côté d'Eugène Motte, commanditaire du nouvel hôtel de ville[4].
- au premier étage, le salon d'honneur, la salle des mariages dont le plafond est décoré d'une peinture de François Schommer qui célèbre le mariage civil, la salle des conférences, la salle du conseil et la salle des commissions.